# Say It Right
Say It Right ist ein Lied der portugiesisch-kanadischen Popsängerin Nelly Furtado aus ihrem dritten Studioalbum Loose.

## Hintergrund
Das Lied wurde von der Interpretin selbst, zusammen mit den Koautoren Nate Hills (Danja) und Timothy Mosley (Timbaland), getextet beziehungsweise komponiert. Letztere beiden zeichneten darüber hinaus auch für die Produktion verantwortlich.
Die Erstveröffentlichung von Say It Right erfolgte als Teil von Nelly Furtados drittem Studioalbum Loose am 7. Juni 2006 bei Geffen Records. Am 2. März 2007 erschien das Lied als vierte Singleauskopplung aus dem Album.

## Musikvideo
Der Dreh des Musikvideos für Say It Right wurde von den britischen Regisseuren Rankin & Chris geleitet. Dieses wurde in Los Angeles an verschiedenen Orten gedreht und entstand im späten Oktober 2006.
Der Clip startet mit einer Hubschrauberlandung auf dem Dach eines Gebäudes in Los Angeles. Auf diesem Dach steht in großer, weißer Schrift NELLY FURTADO auf dem schwarzen Boden des Hubschrauberlandeplatzes. Nach der Landung des Hubschraubers, einem dunkelgrauen Eurocopter AS 350 B2 der ebenfalls mit ihrem Namen beschriftet ist, steigt Furtado aus diesem aus.
Das kurze, schwarze Kleid wurde speziell für sie von dem australischen Designer Alex Perry entworfen. Während des Videos werden im Hintergrund immer wieder die Silhouette von Los Angeles oder ihre ebenfalls in schwarz gekleideten Tänzer gezeigt. Ein weiteres Merkmal sind die Aufnahmen von Produzent Timbaland. Das Video zu Say It Right endet damit, dass Furtado zurück in den Hubschrauber steigt und dieser dann abfliegt.
In der US-Ausgabe von MTV’s Total Request Live stand Say It Right zwei Wochen an der Spitze, auch in Deutschland wählten die Zuschauer das Lied auf den zweiten Platz.

## Kommerzieller Erfolg

### Chartplatzierungen
Say It Right stieg Mitte November auf Platz 93 der US-amerikanischen Billboard Hot 100 ein und erreichte in der 14. Woche die Chartspitze. Damit erlangte Furtado ihren zweiten Nummer-eins-Hit in den Staaten. Im Vereinigten Königreich schaffte es Say It Right direkt auf Platz zehn der Charts, basierend nur auf Downloads.
In Deutschland debütierte der Song auf Platz zwei der Charts und hielt sich dort insgesamt neun Wochen lang (die Spitzenposition wurde zu dieser Zeit durchweg von DJ Ötzis Ein Stern (… der deinen Namen trägt) belegt). In den deutschen Airplaycharts erreichte die Single für vier Wochen die Spitzenposition. In der Schweiz löste sich Furtado selbst an der Spitze ab, Say It Right stieß ihre vorherige Single All Good Things (Come to An End) nach elf Wochen von der Chartspitze.
| ChartsChartplatzierungen       | Höchstplatzierung | Wochen |
| ------------------------------ | ----------------- | ------ |
| Deutschland (GfK)              | 2 (36 Wo.)        | 36     |
| Kanada (MC)                    | 1 (25 Wo.)        | 25     |
| Österreich (Ö3)                | 2 (36 Wo.)        | 36     |
| Schweiz (IFPI)                 | 1 (65 Wo.)        | 65     |
| Vereinigte Staaten (Billboard) | 1 (30 Wo.)        | 30     |
| Vereinigtes Königreich (OCC)   | 10 (37 Wo.)       | 37     |

| ChartsJahrescharts (2007)      | Platzierung |
| ------------------------------ | ----------- |
| Deutschland (GfK)              | 3           |
| Österreich (Ö3)                | 6           |
| Schweiz (IFPI)                 | 3           |
| Vereinigte Staaten (Billboard) | 9           |
| Vereinigtes Königreich (OCC)   | 29          |

### Auszeichnungen für Musikverkäufe
Die Single erreichte unter anderem dreifachen Gold-Status in Deutschland.
| Land/Region                  | Auszeichnungen für Musikverkäufe (Land/Region, Auszeichnung, Verkäufe) | Verkäufe  |
| ---------------------------- | ---------------------------------------------------------------------- | --------- |
| Australien (ARIA)            | Platin                                                                 | 70.000    |
| Belgien (BRMA)               | Gold                                                                   | 25.000    |
| Brasilien (PMB)              | Diamant                                                                | 250.000   |
| Dänemark (IFPI)              | Platin                                                                 | 15.000    |
| Deutschland (BVMI)           | 3× Gold                                                                | 900.000   |
| Finnland (IFPI)              | —                                                                      | 4.580     |
| Italien (FIMI)               | Gold                                                                   | 50.000    |
| Kanada (MC)                  | 4× Platin                                                              | 320.000   |
| Mexiko (AMPROFON)            | Platin                                                                 | 60.000    |
| Neuseeland (RMNZ)            | 3× Platin                                                              | 90.000    |
| Norwegen (IFPI)              | Platin                                                                 | 10.000    |
| Schweden (IFPI)              | Gold                                                                   | 20.000    |
| Schweiz (IFPI)               | Gold                                                                   | 15.000    |
| Spanien (Promusicae)         | 3× Platin                                                              | 60.000    |
| Vereinigte Staaten (RIAA)    | 4× Platin · + Platin (Mastertone)                                      | 5.000.000 |
| Vereinigtes Königreich (BPI) | 2× Platin                                                              | 1.200.000 |
| Insgesamt                    | 5× Gold · 22× Platin · 1× Diamant ·                                    | 8.089.580 |

Hauptartikel: Nelly Furtado/Auszeichnungen für Musikverkäufe

## Coverversionen
Die Band Bloc Party coverte Say It Right in der Jo Whiley’s Radio Show am 11. April 2007.